# Fenetyka
Fenetyka, systematyka fenetyczna, taksonomia fenetyczna, taksonomia numeryczna – nauka zajmująca się mechanizmem klasyfikacji opartym na ogólnych cechach organizmów, takich jak anatomia, wygląd zewnętrzny fenotypu, rozwój zarodkowy.
Ze względu na to, że podział oparty na cechach zewnętrznych bywa w wielu przypadkach nieprawidłowy (sztandarowym przykładem jest, trwające długi czas, zaliczanie ukwiałów do królestwa roślin), metody opracowane przez fenetykę są nadal używane, jednakże nauka ta jest stopniowo wypierana przez dziedziny takie jak kladystyka i teoria filogenezy oparte na zdobyczach genetyki.